# Anthurium obtusum
Anthurium obtusum är en kallaväxtart som först beskrevs av Adolf Engler, och fick sitt nu gällande namn av Michael Howard Grayum. Anthurium obtusum ingår i släktet Anthurium och familjen kallaväxter.

## Underarter
Arten delas in i följande underarter:
- A. o. obtusum
- A. o. puntarenense

## Bildgalleri

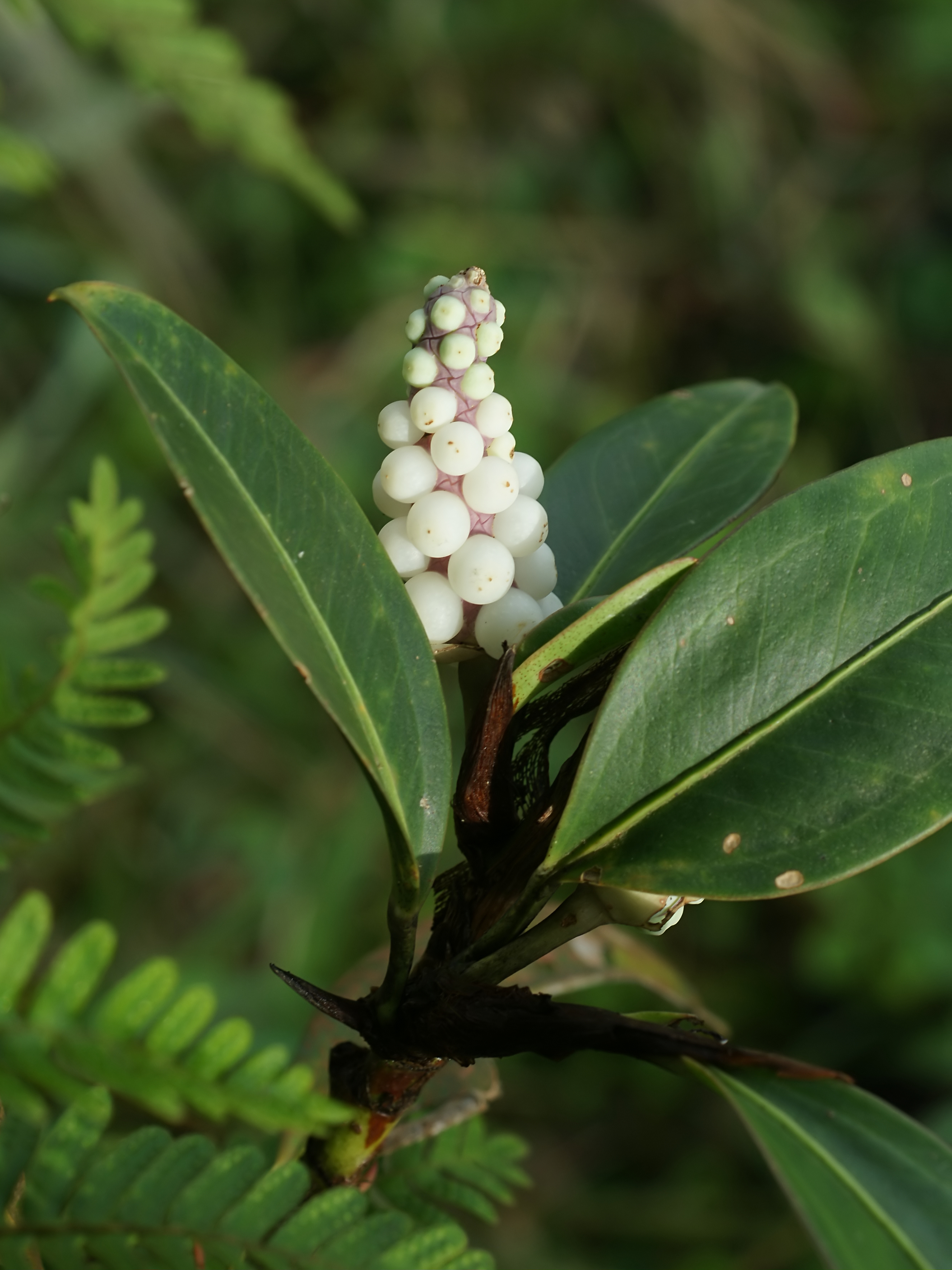
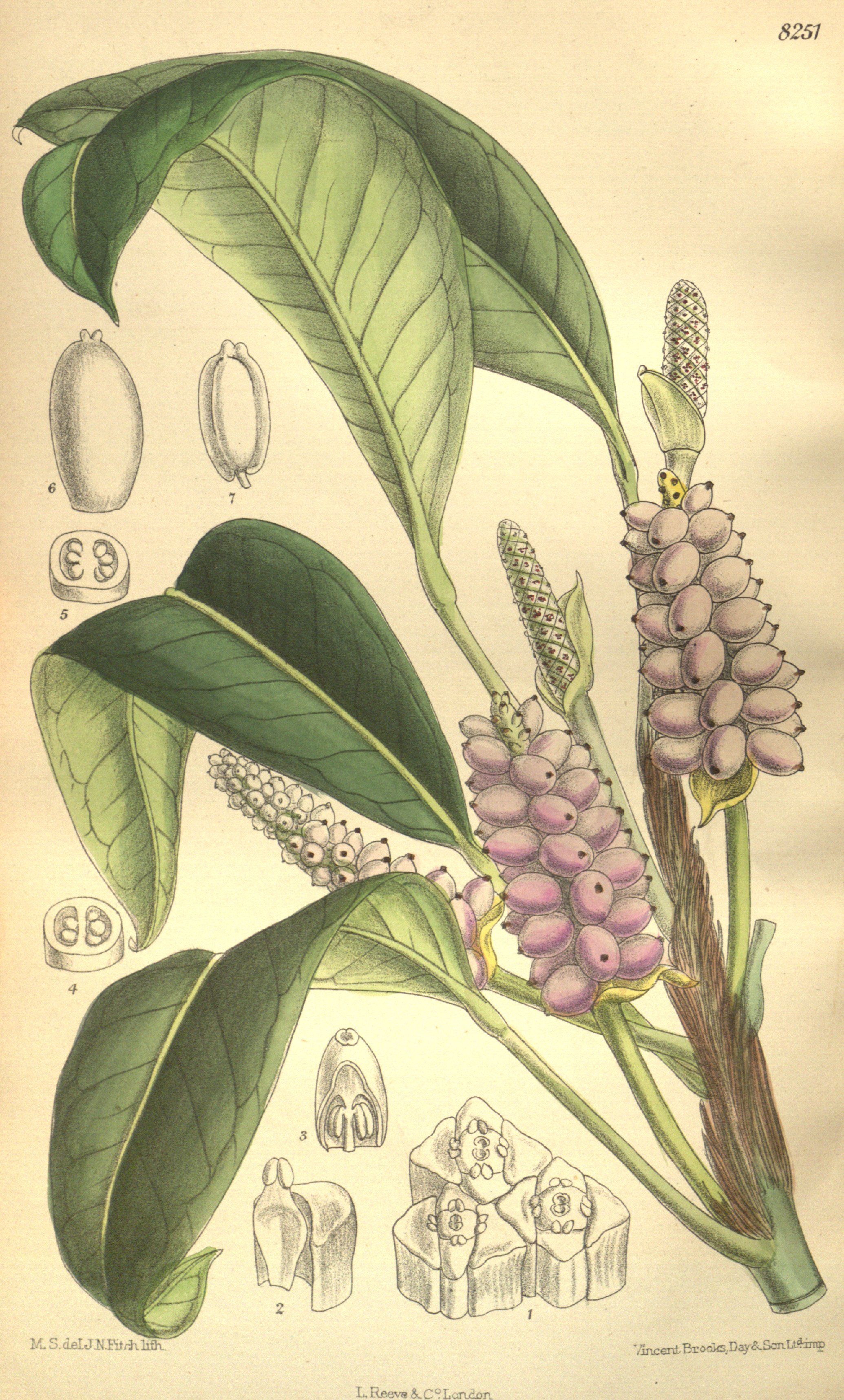
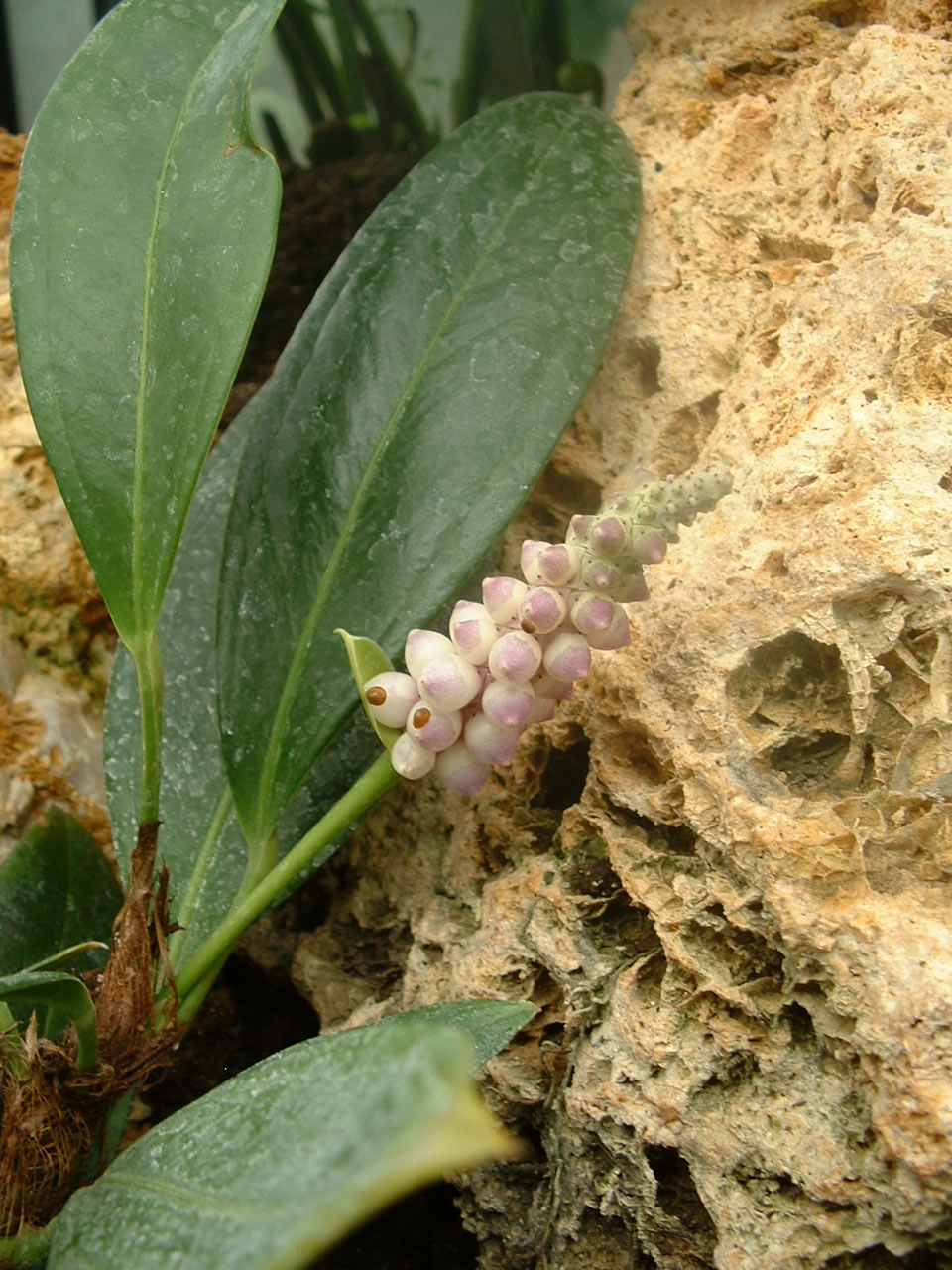